# GNU Mach
GNU Mach是一套效仿Mach而制作的微內核系統，是GNU Hurd作業系統預設的微核心，以GNU通用公共许可证發布。它在IA-32平台運作，是GNU 計劃的一部份。

## 開發歷史
早期GNU Hurd是由卡內基美隆大學的 Mach 3.0發展而來。
但在1994年，卡內基美隆大學中止了Mach計劃，自由軟體基金會轉而以猶他大學的Mach 4來作為GNU Hurd的微內核。但在猶他大學也中止了Mach計劃後，自由軟體基金會於是根據Mach 4，繼續發展出GNU Mach。1996年12月6日，由Thomas Bushnell對GNU Mach提出第一個修改，正式建立了GNU Mach。
2002年，Roland McGrath由GNU Mach 1.2，建立了分支OSKit-Mach。在GNU Mach 1.3之後，這個分支形成GNU Mach 2.0的主線，但在2006年後，GNU Mach 2.0被放棄。研發團隊重新回到GNU Mach 1.x的分支，繼續往前。在11年後，終於在2013年9月27日推出GNU Mach 1.4。

## 版本歷史
- 1997年4月14日，Version 1.0
- 1997年5月12日，Version 1.1.1
- 1997年6月10日，Version 1.1.2
- 1997年6月12日，Version 1.1.3
- 1999年6月21日，Version 1.2
- 2002年5月27日，Version 1.3
- 2013年9月27日，Version 1.4
- 2015年4月10日，Version 1.5
- 2015年10月31日，Version 1.6
- 2016年5月18日，Version 1.7
- 2016年12月18日，Version 1.8

## 外部連結
- GNU Mach官網 （页面存档备份，存于）